# うなぎパイ

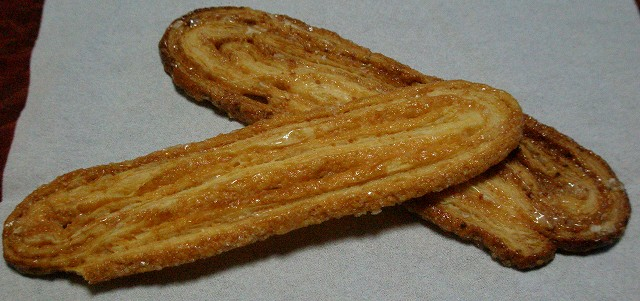
夜のお菓子「うなぎパイ」

うなぎパイは、有限会社春華堂が販売する洋菓子。静岡県浜松市の名産品として全国で広く知られている。

## 概要

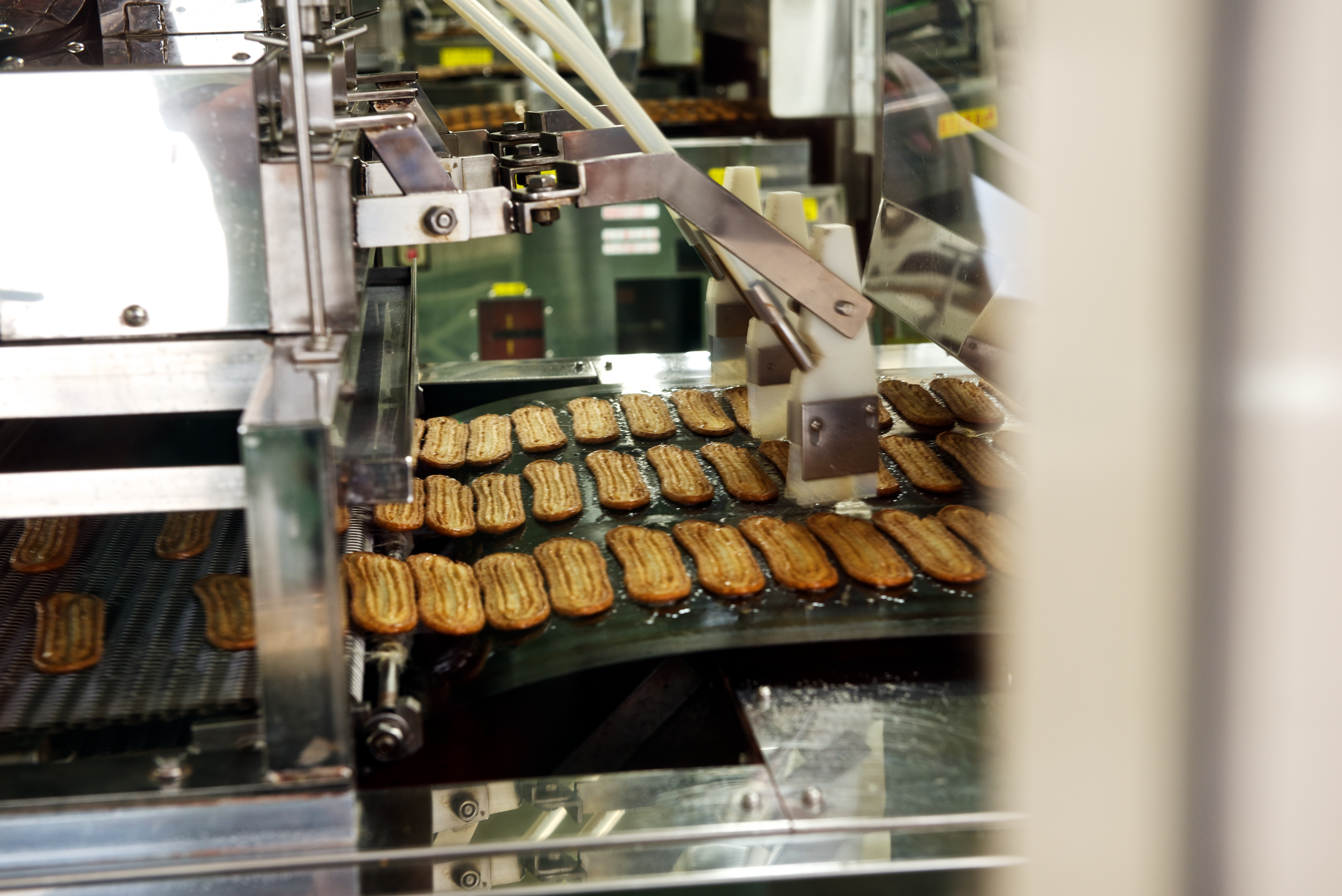
うなぎパイファクトリー（2013年9月）

ウナギのエキスをパイ生地に練りこんで焼き、最後に蒲焼のようにたれを塗って仕上げたもので、春華堂の登録商標（第2719548号ほか）となっている。うなぎの味はしない。2022年のねとらぼ調査隊の「お土産でもらうとうれしいご当地銘菓ランキング」の調査によると、5位の人気となっている。
1961年（昭和36年）に春華堂の二代目社長・山崎幸一が、「浜松=浜名湖の近く=ウナギの産地」という連想からウナギを使った洋菓子のアイディアを思いつき、フランスの洋菓子パルミエを参考にして作成された。販売開始後、同時期に東海道新幹線や東名高速道路の開通など東海地方で交通インフラの整備が進んだことが追い風となって急速に売り上げを伸ばし、1962年に60万本だった年間売り上げ本数が、3年後の1965年には700万本に達するなど、売り上げ増を記録した。その後、1966年にうなぎパイの年間売り上げ本数が1,000万本の大台を突破したのを契機に、同社はそれまでのパイ製造部門を別会社として独立させ、「株式会社うなぎパイ本舗」を設立。以来、同本舗がうなぎパイの製造を行っている。2005年4月6日には、浜松技術工業団地（浜松市中央区大久保町）内に、うなぎパイの製造工程を見学できる新工場「うなぎパイファクトリー」を開設した。
うなぎパイシリーズの菓子の通信販売は、壊れやすいことなどを理由に、2008年6月1日より中止となっている。
2016年4月よりJR名古屋駅構内での販売が順次中止されていた。これは駅内販売の統括の東海キヨスクの意向であり、製造元の春華堂の意に反するものだった。のちツイッターなどで議論となり、2016年9月16日より名古屋駅構内キヨスクで販売再開された。
2020年3月12日、新型コロナウイルスの流行による需要減に伴い、13日から21日の間生産を休止することを発表した。その後SNSなどを通じての支援により予定を早めて再開したものの、同年4月10日以降より再び生産を休止し、2021年も緊急事態宣言の再発令による需要減が見込まれるため、生産量を減らすことになった。
なお、イギリス南部の郷土料理に、パイ生地にウナギのぶつ切りを入れて焼き上げた「鰻のパイ (eel pie) 」（ウナギのゼリー寄せを参照）があるが、こちらとは無関係である。

## 販売箇所
うなぎパイは、静岡県内のみならず県外（東京～名古屋）の高速道路サービスエリア・駅売店・空港売店・デパート等など正規特約店で販売されている。
また、型割れ・崩れなどがあるものをまとめた「徳用袋」は、春華堂直営店7店舗のみでの販売となっている。
割れやすい性質を持つ菓子のため、春華堂ではうなぎパイの通信販売を行っていない。そのことに乗じて転売屋が、定価の倍額ほどの値段で通信販売をおこなっており、破損だらけの商品が届くという被害が購入者から報告されている。

## PR関連

### キャッチフレーズ

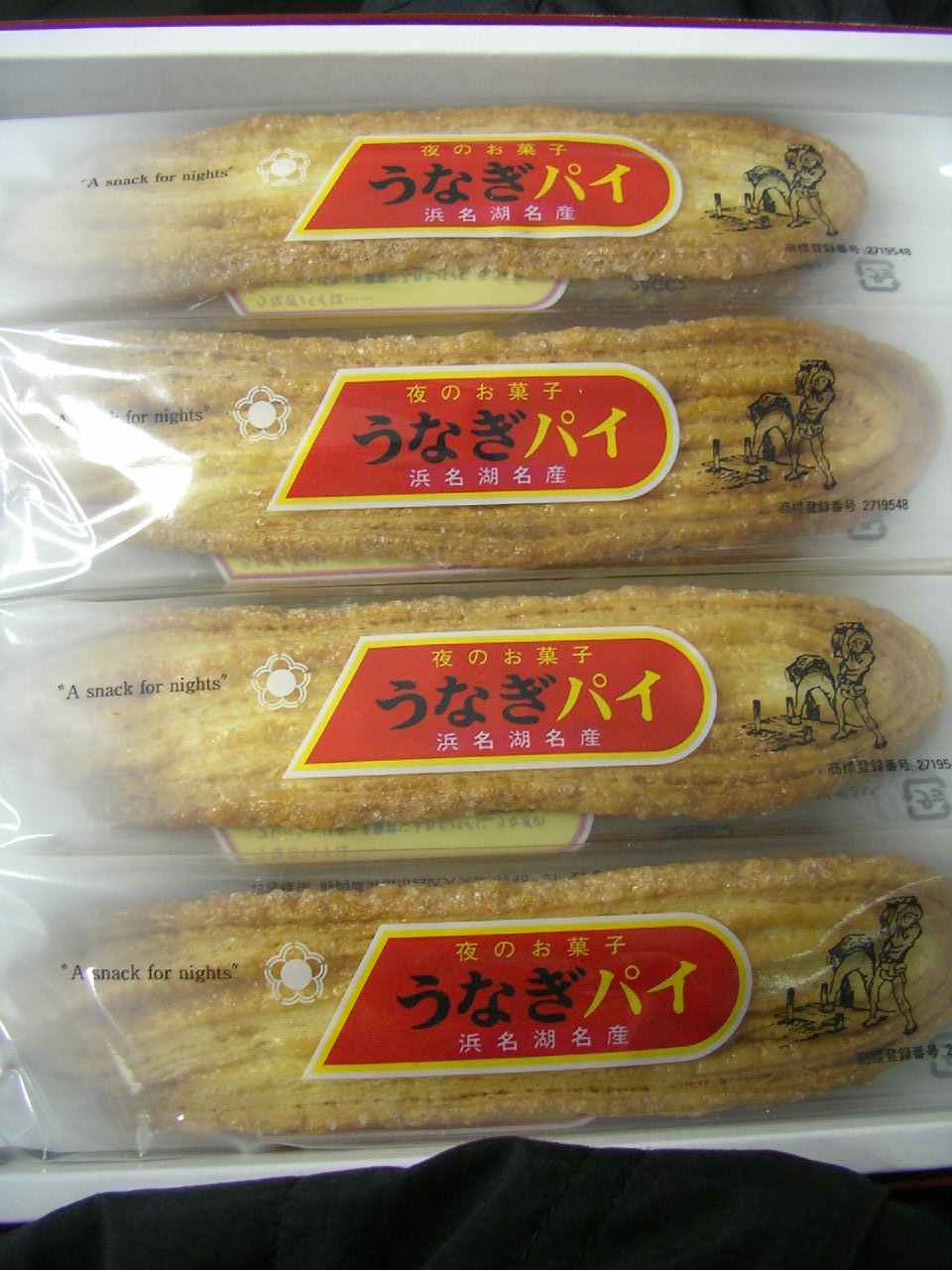
包装デザイン

うなぎパイは「夜のお菓子」というキャッチフレーズでも知られているが、これはもともと、出張や旅行のお土産として家庭に買って帰ったその夜（晩）に「一家だんらんのひとときを『うなぎパイ』で過ごしてほしい」との願いを込めて当時の社長が考案したものであり、現在巷間で広く流布しているような“精力増強”といったニュアンスは全くなかった。このようなイメージが広まった理由として同社は、うなぎパイの発売開始当時浜松は高度経済成長期下で夜の繁華街がとても賑わっており、そのような繁華街を歩いているときに「このキャッチフレーズを目にしたお客様で、精力増強のうなぎと結びつけてあらぬ解釈をしてしまった人も多かった」のではないかと推測している。もっとも、結果的に当初の意図とは全く違った形で定着したイメージをあえて否定するつもりもなかったようで、製品のパッケージデザインを変更する際に「いっそのこと『夜のお菓子』というフレーズにふさわしく、マムシドリンクの赤と黒と黄色に切り替えよう」と考えるなど、そのイメージを積極的に活用した販売戦略に出ようとした形跡も窺える。ちなみに、現在のうなぎパイのパッケージは赤を基調としたデザインとなっている。なお、パイの原材料には"夜の調味料"としてニンニクも入っている。

### CMソング
- うなぎのじゅもん
  - 作詞作曲・小椋佳　歌・小椋佳&アルザ
  - 2005年、「およげ!たいやきくん」から30年経ったこの年、「およげ!たいやきくん」「だんご3兄弟」「おさかな天国」に次ぐ歌をということで制作された。作詞・作曲は第一勧業銀行浜松支店長を務めた経験を持つ小椋佳に依頼され、老若男女に楽しめる歌に仕上げられた。2006年5月31日発売のアルバム『まんぷくトランス』で関塚裕二がカバーした。

### CMタレント
- 小椋佳（2005年頃）
- 逢沢りな（2011年頃）
- 鈴木砂羽（2017年 - 2020年）
- 田村淳（ロンドンブーツ1号2号）（2020年 - 2024年）
- 錦鯉（2024年 - ）

### リーフレット
- 鈴木のりたけ　「職人君の日々」No.1～No.6　松市出身の絵本作家による、うなぎパイ職人の仕事を紹介した栞。2015年ごろより封入されていた。[16]

### グッズ
- 「うなぎパイ オリジナル絆創膏」 2022年10月10日発売。デザインはパイ生地柄とパッケージ柄の2種類。[17]
- マスク
- iphoneケース
- キャリーケース

## うなぎパイの姉妹品
うなぎパイの生地は、プレーンタイプと、ナッツを混ぜ込んだタイプがある。
また、うなぎパイには「朝のお菓子『すっぽんの郷』」「昼のお菓子『しらすパイ』」「真夜中のお菓子『うなぎパイVSOP』」といった姉妹品があり、これら製品の詰め合わせが『うなぎパイ詰め合わせ フルタイム』という名称で販売されている。なお、うなぎパイVSOPは単独でも販売されており、値段はうなぎパイよりも高い。うなぎパイとの違いは「VSOP」からもわかるようにブランデーが入っていることである。

## 類似品
人気商品であるがゆえに、いくつかの他メーカー（浜松市以外のもある）の類似品が存在する。本家の春華堂がメーカーに使用差し止めの訴訟を起こしたものもある。
- 浜名湖うなパイ
- うないっぱい
- うなぎの舞い
- 土用の丑のパイ
- うなぎの里

また、2013年10月から、韓国でウナギを煮詰めたエキスをパイ生地に混ぜて焼く製法で、形状や包装などが類似した商品「チャンオパイ」が発売された（チャンオは韓国語でウナギの意味）。製造元のスリホル製菓は2年かけた独自開発であると主張し、韓国で製造法の特許も取得している。

## 関連の文芸・映像作品

### テレビドラマ
- 『誰(タレ)よりも君を愛す!』（2011年4月17日、テレビ静岡）- うなぎパイ生誕50周年を記念し、春華堂1社提供による特別番組として、フジテレビ系列で2011年4月17日の夕方に全国放送された。番組中のCMは、キャッチフレーズ「夜のお菓子」の由来やうなぎパウダーが含まれていることを、落語家でドラマにも出演している春風亭昇太が紹介するミニ番組となっていた[22]。

### 漫画
- 『ゆるキャン△』（あfろ作、光文社）- 作中、キャラクターの各務原なでしこが浜松のおばあちゃんの家で食べる「うなうなパイ」（「うなぎパイ お徳用 ナッツ入り」がモデル）が登場するシーンがある。2022年4月にはパッケージを漫画に登場するものと同じように忠実に再現[23]、裏にうなうなパイが登場するシーンを印刷した「うなうなパイ お徳用」を直営店などで限定販売した[24]。

### 映画
- 間宮兄弟（2006年、森田芳光監督） - 間宮兄弟の弟・徹信（演：塚地武雅（ドランクドラゴン））が、兄・明信 （演：佐々木蔵之介）が買ってきた出張土産のうなぎパイを独自の流儀で食べるシーンがある。

### コンピュータゲーム
- ボードゲーム『桃太郎電鉄シリーズ』において、うなぎパイの製造・販売元である春華堂が浜松の物件「うなぎクッキー屋」として登場している。また『桃太郎電鉄11』に登場する食品物件を掲載した書籍「おいしい桃鉄 桃太郎電鉄11 全国グルメ物件ガイド」[25]にて、原作者のさくまあきらがうなぎパイを紹介している。

## 補注
1. ↑  名古屋駅の近くのエスカ地下街を除く